# Stone-Consolidated
Stone-Consolidated, Inc. est une société canadienne spécialisée dans les produits forestiers, dont le siège social est situé à Montréal. Elle est le résultat de la vente par Power Corporation de Consolidated Bathurst à Stone Container de Chicago en 1989, laquelle a été acquise par Smurfit-Stone Container par après.
En mai 1997, elle annonce sa fusion avec la papetière Abitibi-Price pour former la papetière Abitibi-Consolidated.
Le titre Stone Consolidated n'est plus coté en bourse de Toronto depuis 1997. Il avait le code SO.